# بنجامين فرانكلين بيكر
بنجامين فرانكلين بيكر (بالإنجليزية: Benjamin Franklin Baker)‏ هو مدرب صوتي وملحن أمريكي، ولد في 16 يوليو 1811 في Wenham, Massachusetts ‏ في الولايات المتحدة، وتوفي في 11 مارس 1889 في بوسطن في الولايات المتحدة.

## وصلات خارجية
- بنجامين فرانكلين بيكر على موقع ميوزك برينز (الإنجليزية)